# Trwałość pamięci
Trwałość pamięci lub Uporczywość pamięci (hiszp. La persistencia de la memoria) – jeden z najsłynniejszych obrazów surrealistycznych, znany również pod niewłaściwymi nazwami Miękkie zegary lub Cieknące zegary. Namalowany został przez Salvadora Dalí. 

## Historia
Obraz powstał w 1931 r. Początkowo wystawiany był w paryskiej galerii Pierre Colle, od której został nabyty przez Juliena Levy’ego za 250 dolarów i w 1932 r. wystawiony w jego nowojorskiej galerii. W 1933 r. dzieło zostało zakupione przez Stanleya Resora, który uczynił je w 1934 r. donacją dla nowojorskiego Museum of Modern Art (MoMA). Wkrótce obraz stał się jednym z symboli surrealizmu, a także popkultury, będąc reprodukowany na kartach, pocztówkach oraz pojawiając się w filmach, filmach animowanych i komiksach (jak np. Tytus, Romek i A’Tomek w księdze XVIII).

## Obraz
Obraz (o wymiarach 24,1 × 33 cm) łączy w sobie elementy fantazji i realności. Przedstawia zdeformowane tarcze trzech roztapiających się zegarów kieszonkowych na tle nadmorskiego krajobrazu. Czwarty, zamknięty, leży w lewym dolnym rogu, zjadany przez mrówki. Na środku kompozycji rozpoznać można ludzką postać, a jest to właściwie głowa (jak mówił Dali – paranoiczno-krytyczny camembert), być może autoportret artysty.

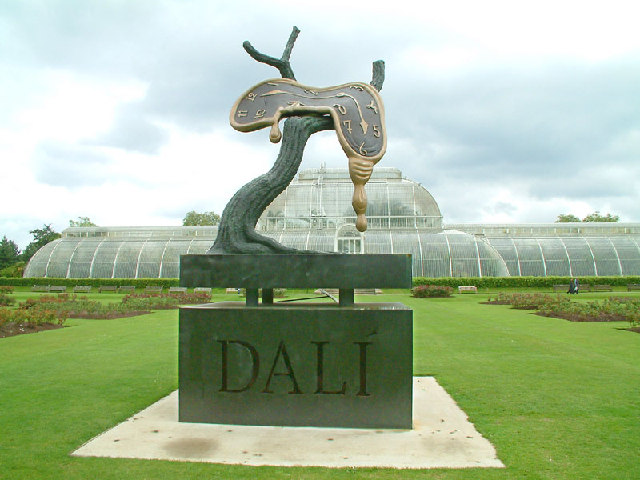
Rzeźba przed palmiarnią w Kew Gardens, inspirowana obrazem

### Okoliczności powstania obrazu
Okoliczności powstania obrazu opisał sam Dalí w swojej autobiografii. Obraz powstał w Port Lligat, gdzie zwykli z Galą spędzać wakacje. Pewnego wieczoru Dalí, mimo wcześniejszych planów pójścia z przyjaciółmi do kina, postanowił z powodu zmęczenia i lekkiego bólu głowy pozostać w domu. Kiedy Gala wyszła, on nadal siedział przy stole rozmyślając o filozoficznych problemach „supermiękkości” wywołanych pod wpływem sera (stąd ów paranoiczno-krytyczny camembert), w związku z bardzo ostrym camembertem, jaki jedli na zakończenie kolacji. Następnie udał się do swojej pracowni, aby zgodnie ze swoim zwyczajem jeszcze raz spojrzeć na obraz. Był to pejzaż z okolic Port Lligat.

Wiedziałem, że klimat, jaki udało mi się w nim stworzyć, powinien stanowić tło jakiejś idei, jakiejś zaskakującej wizji, ale nie miałem najmniejszego pojęcia, co by to mogło być. Chciałem już zgasić światło, kiedy nagle „ujrzałem” rozwiązanie. Zobaczyłem dwa miękkie zegarki, z których jeden zwisał żałośnie z suchej gałęzi oliwnego drzewka.

### Obraz a surrealizm
Obraz ten bardzo dobrze odzwierciedla cechy malarstwa surrealistycznego. Jego kompozycja jest mieszana i całkowicie brak w niej elementów kubizmu.